# جایزه مارتین انالز
جایزه مارتین اِنالز برای مدافعان حقوق بشر معروف به جایزه نوبل حقوق بشر بالاترین نشانی است که به شاخص‌ترین مدافعان حقوق بشر در سراسر جهان اهدا می‌شود. این جایزه هر سال به یکی از مدافعان حقوق بشر که در مبارزه علیه نقض حقوق بشر شجاعانه و به روش‌های نوآورانه فعالیت استثنایی کرده باشد، اعطا می‌گردد.

## پایه‌گذاری
جایزه مارتین انالز در سال ۱۹۹۳ برای بزرگداشت مارتین انالز دبیرکل سابق عفو بین‌الملل پایه‌گذاری شد. این جایزه سالانه است و یکی از اهداف آن سپاسگزاری از افراد یا سازمان‌هایی است که برای دفاع از حقوق بشر و علیه خشونت مبارزه می‌کنند. تشویق و محافظت مدافعین حقوق بشر و جلب کردن توجه رسانه‌ها به مناطقی که در آن حقوق بشر رعایت نمی‌شود از دیگر اهداف آن می‌باشند.

## هیئت داوران
هیئت داوران این جایزه از نمایندگان ۱۰ سازمان غیردولتی مدافع حقوق بشر از جمله عفو بین‌الملل، دیده‌بان حقوق بشر و فدراسیون بین‌المللی حقوق بشر تشکیل می‌شود. مبلغ آن بیست هزار فرانک سوئیس می‌باشد.

## سال ۲۰۰۹
عمادالدین باقی در سال ۲۰۰۹ اولین برنده این جایزه بود که به دلیل ممنوع‌الخروج بودن از گرفتن جایزه خود به‌طور حضوری محروم گردید.

## سال ۲۰۱۷
روز سه شنبه ۱۰ اکتبر برگزار کنندگان این جایزه گفتند یک فعال حقوق بشر مصری که بخاطر فعالیت خود در حقوق بشر در حال حاضر تحت تحقیقات جنایی و از مسافرت به خارج ممنوع است در جایزه حقوق بشر برنده شده‌است.
وی محمد زارع ۳۷ ساله است که مدیر مرکز قاهره برای پژوهشهای حقوق بشر می‌باشد
کمیته داوری گفت: «محمد زارع فعالی صادق در زمینه حقوق بشر و یک پژوهشگر قانونی است که فعالیت او در زمنیه دفاع از حقوق بشر و آزادی بیان و آزادی تشکل‌ها متمرکز می‌باشد.»

## برندگان
فهرست برندگان جایزه مارتین انالز:
- ۱۹۹۴: هری وو (چین)
- ۱۹۹۵: عاصمه جهانگیر (پاکستان)
- ۱۹۹۶: کلمن نوانکو (نیجریه)
- ۱۹۹۷: اسقف ساموئل رویس گارسیا (مکزیک)
- ۱۹۹۸: ایاد سراج (فلسطین)
- ۱۹۹۹: ناتاشا کاندیچ (یوگسلاوی)
- ۲۰۰۰: ایماکوله بیرهاهکا (جمهوری دمکراتیک کنگو)
- ۲۰۰۱: گروه صلح بین‌الملل (کلمبیا)
- ۲۰۰۲: ژاکلین مودینا (چاد)
- ۲۰۰۳: الیریو اوریبه مونیوز (کلمبیا)
- ۲۰۰۴: لیدیا یوسوپوا (روسیه)
- ۲۰۰۵: اکثم نعیسه (سوریه)
- ۲۰۰۶: اکبر گنجی (ایران) و آرنولد سونگا (زیمبابوه)
- ۲۰۰۷: راجان هول (سری لانکا)، کوپالاسینگام سریت هاران (سری لانکا) و پیر کلاور بونیمپا (بروندی)
- ۲۰۰۸: موتابار تاجی‌باوا (ازبکستان)
- ۲۰۰۹: عمادالدین باقی (ایران)
- ۲۰۱۰: مهند الحسنی (سوریه)
- ۲۰۱۱: کاشا جَکولین ناباگِسِرا (اوگاندا)
- ۲۰۱۲: لوئن سورواث (کامبوج)
- ۲۰۱۷: محمد زارع (مصر)
- ۲۰۱۹: عبدالعزیز محمد (سودان)